# Suttungr (mjesec)
Suttungr (također Saturn XXIII) je prirodni satelit planeta Saturn. Vanjski nepravilni satelit iz Nordijske grupe s oko 5.6 kilometara u promjeru i orbitalnim periodom od 1029.703 dana.